# Asselt
Asselt (Limburgs: Assel) , tot 2007 onderdeel van de toenmalige gemeente Swalmen, is een kerkdorp binnen de Nederlands-Limburgse gemeente Roermond. Het plaatsje ligt aan de Maas en ook aan de Maasplassen. Er wonen circa 180 mensen. Het is vooral bekend om zijn hooggelegen oude kerkje. Exterieur en interieur daarvan zijn bezienswaardig, maar vooral de ligging op een heuvel, en bovendien aan een rivier, is in Nederland zeer uitzonderlijk.

## Geschiedenis
De naam Asselt (Frankische naam: Aslao, Aschlo, Ascloha, of Ascaloha) betekent "essenbos" en is afgeleid van het Germaanse aski "es" en lauha "bosje op hoge zandgrond".
Asselt was in de Karolingische tijd (8e tot 11e eeuw) een Frankisch kroondomein en koningshof (villa, vroenhof, curtis) en fungeerde alszodanig ook als palts, een plaats waar de voorraden van vorsten werden verzameld en waar recht gesproken werd. De Vikingen vestigden hier in 881 een legerkamp, van waaruit ze talloze rooftochten in de wijde omtrek ondernamen (o.a. de plundering van Maastricht in 881). In 882 vond hier de belegering van Asselt plaats.
Vanaf omstreeks 1100 was Asselt een heerlijkheid met een tol op de Maas, waarvan de heren zich rond 1200 'Van Asselt' noemden. De eerste meer bekende heer was Rutger van Asselt (1275), leenman zowel van het Graafschap Gelre als van het Graafschap Loon. Later was de heerlijkheid in handen van de families Van Vlodrop en (via huwelijk) Schellaert van Obbendorf.
In 1665 werd de heerlijkheid Asselt, met als administratief middelpunt de Asselterhof, door de weduwe Ursula Schellaert van Obbendorf verkocht aan Christoffel Schenck van Nydeggen, eigenaar van kasteel Hillenraad en de heerlijkheid Swalmen, waarmee de heerlijkheden Swalmen en Asselt in ėėn hand kwamen en bleven tot aan de opheffing door de Fransen.

## Kerk

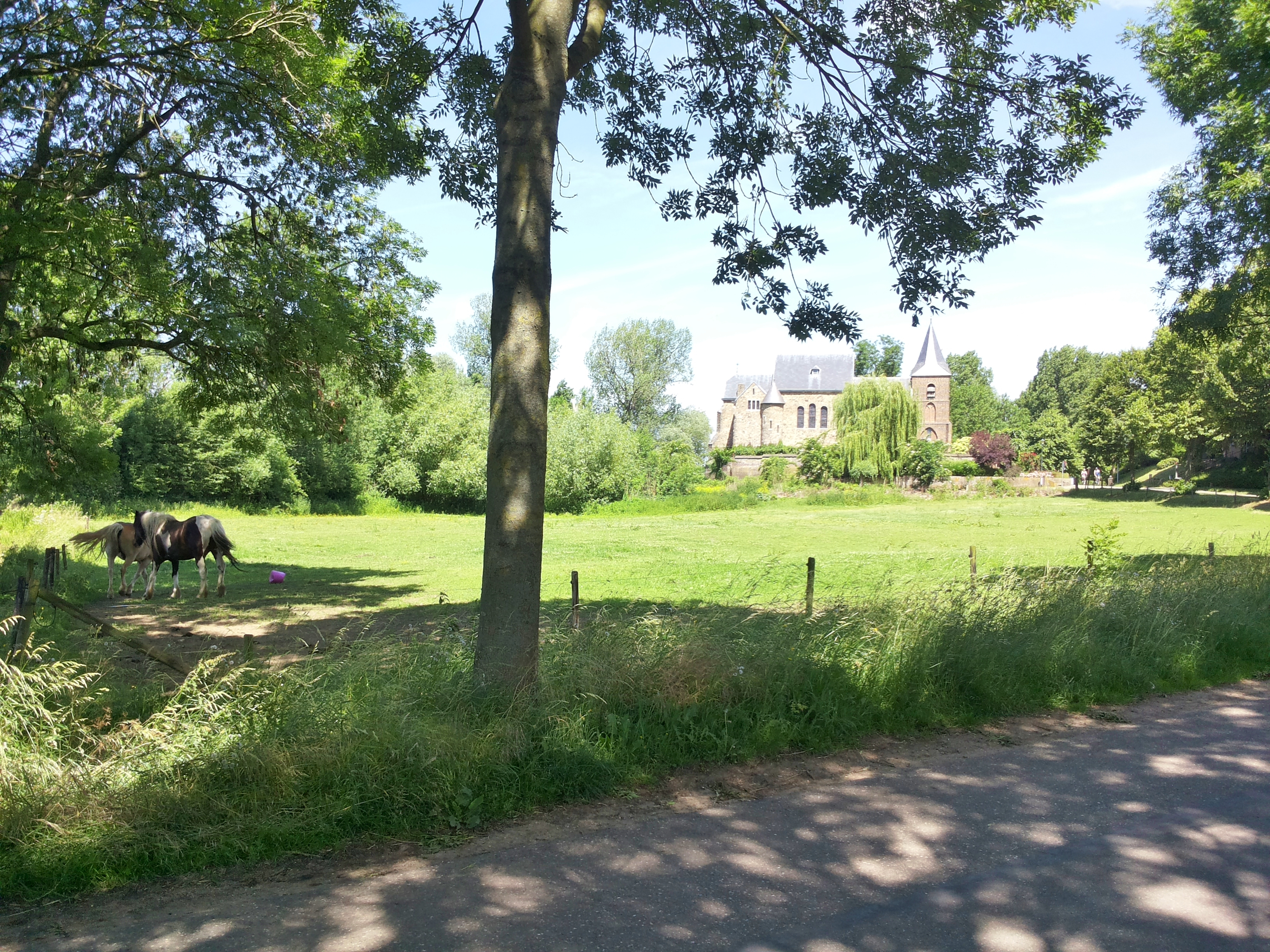

De rooms-katholieke kerk van Sint-Dionysius van Parijs werd in de 11e eeuw gebouwd op een landtong aan de Maas, waar eerder een fort had gestaan. Deze kerk werd gedeeltelijk gebouwd met stenen afkomstig van Romeinse gebouwen. Van de oorspronkelijke romaanse kerk resteren nog het schip en het koor. De oorspronkelijke westtoren stortte in de 16e eeuw in en werd hierna vervangen door een nieuwe bakstenen toren, die nu aan de oostzijde werd gebouwd. In 1916-1918 werd de kerk gerestaureerd en vergroot door P.J.H. Cuypers. In de kerk staat een doopvont in romaanse stijl.

## Museum Asselt
Tegenover het kerkje bevindt zich een folkloristisch (thans: cultuurhistorisch) en oudheidkundig museum.
De grondslag van het museum werd gelegd in 1927 door pastoor Pinckers en koster Piet Loven, die toen begonnen met het verzamelen van vele voorwerpen. Niet alleen in Asselt, maar in heel Midden-Limburg ging de koster de voorwerpen ophalen. De collectie werd tentoongesteld in het bakhuis van de boerderij tegenover de kerk. De oude bakoven daar is nog aanwezig en is geconserveerd. Later vonden uitbreidingen van de museumruimte plaats. Naast gebruiksvoorwerpen van regionaal-volkskundige aard (in het voormalige bakhuis en in de kelder) bezit het museum een deelcollectie oudheidkundige voorwerpen:
- op de bovenverdieping: bijlen en speerpunten uit het stenen tijdperk, mammoet-tanden, schelpdieren uit de krijttijd, stofstempels en beelden.
- in het voormalige koetshuis: Romeins aardewerk, een wapenverzameling, voorraadkannen en kruiken.

## Monumenten
Een deel van Asselt is een beschermd dorpsgezicht.
Zie ook:
- Lijst van rijksmonumenten in Asselt
- Lijst van gemeentelijke monumenten in Asselt

## Natuur en landschap
Asselt ligt aan de Maas op een hoogte van ongeveer 16 meter, maar er zijn door grindwinning ook een aantal Maasplassen, de Asseltse Plassen, ontstaan, terwijl de Maasbocht, waaraan Asselt lag, werd afgesneden. Tussen Asselt en Leeuwen ligt het natuurgebied Vuilbemden.